# Каллаган, Терри
Те́рри Ка́ллаган (англ. Terence V. Callaghan, сокр. Terry V. Callaghan; 11 марта 1945 года, Стокпорт, графство Большой Манчестер, Англия) — британский учёный-экспериментатор (арктическая экология, биология, глобальные природно-климатические изменения), педагог, общественный деятель.
Директор арктической научно-исследовательской станции Абиску в 1996—2010 гг. (Швеция); Заслуженный профессор-исследователь и член Шведской королевской академии наук; профессор Арктической экологии Университета Шеффилда  (Великобритания); почётный профессор Университета Лунда (Швеция, с 1992); почётный профессор Университета Оулу (Финляндия, с 2002); координатор Циркумполярной сети арктических и высокогорных станций ScanNet-InterAct EC; основатель и координатор климатического воздействия научно-исследовательского центра в Абиску; член Арктического Совета по инициативе оценки криосферы Арктики (SWIPA); с 2011 года — приглашённый профессор, а с 2012 года — почётный доктор Национального исследовательского Томского государственного университета (Томск, Россия).

## Биография и научные достижения
Родился в Стокпорте, пригороде Большого Манчестера, Северо-Западная Англия. Здесь в городском районе Левеншульм  он посещал Школу имени Святого Чапеля (Chapel St School of Levenshulme), по окончании которой поступил в местный университет. В 1968 году получает степень бакалавра (Манчестерский университет), становится научным исследователем (1967—1969) в университете города Бирмингем, здесь же продолжил обучение и в 1972 году получил степень доктора наук Ph.D., становится известным учёным. В период 1969—1972 работает исследователем в университете города Йорк. В 1991 получает степень почётного доктора наук PhD Университета Лунда (Швеция). В 1993 году получает степень доктора наук Манчестерского университета. В 2002 получает степень почётного доктора Университета Оулу (Финляндия).
В 1972—1973 работал научным сотрудником Королевского научно-исследовательского общества (Великобритания).
В 1973—1974 — научный руководитель Британских исследований в Антарктиде.
С 1974 исследователь на северных полярных станциях, специализируется в арктической биологии и арктической экологии.
По направлению арктическая экология Терри Каллаген работал в течение более 40 лет во всех странах, чьи территории связаны с Арктикой, а также в ряде других стран мира. Он сыграл важнейшую роль в становлении британской научно-исследовательской базы «Шпицберген» в высоких арктических широтах, был здесь координатором своей первой научно-исследовательской программы. Его исследования направлены на взаимосвязь между окружающей средой и растениями, животными, экосистемными процессами Арктики, в том числе в изучении экологических реакций на изменения климата, содержание CO2 в атмосфере Земли, и UV-излучение.
На протяжении многих лет Терри Каллаген был членом группы экспертов Программы Организации Объединённых Наций по воздействию на стратосферный озон, и был ведущим автором Межправительственной группы экспертов по изменению климата (Lead Author of IPCC research group). Внёс большой вклад в Международную программу оценки воздействия на изменение климата в Арктике (АСИА) Архивная копия от 4 мая 2007 на Wayback Machine, включая работу со средствами массовой информации, брифинги на всех уровнях: от начальной школы и семьи до политиков, религиозных лидеров мира, правительства и бизнеса. В ходе этого процесса он был высоко оценен организацией коренных народов Арктики.
Т. Каллаген был инициатором и председателем многих международных исследовательских групп в рамках Международного арктического научного комитета (МПК) Архивная копия от 14 мая 2013 на Wayback Machine и является координатором ScanNet (скандинавской и северо-европейской сети наземных полевых баз), которая включает в себя 33 научно-исследовательских станций в Арктике.
Терри Каллаген к 2012 году руководил около 30 аспирантами и выпустил около 350 научных публикаций с более чем 400 коллегами из 40 стран. Он включён в список из наиболее часто цитируемых исследователей во всем мире. В 2006 году он был включён в группу присуждения международной премии за охрану окружающей среды, и в 2007 году он был включён в группу на присуждение Нобелевской премии мира как ведущий автор Международной группы экспертов ООН по проблемам изменения климата (МГЭИК/IPCC). Эта премия присуждена Альберту Гору и группе IPCC в 2007 году.
В том же 2007 году Т. Каллаган организовал встречу по проблемам арктических климатических изменений 27 министров охраны окружающей среды из стран ЕС и 50 послов из разных стран мира. В 2009 году по итогам той встречи состоялись Копенгагенские переговоры по климату.
В настоящее время Терри Каллаген участвует в Арктическом Совете по инициативе оценки криосферы Арктики (SWIPA — Snow, Water, Ice and Permafrost in the Arctic), работа которого недавно способствовала финансированию сети ScanNet ЕС в целях расширения информационного доступа для исследователей Арктики и повышение экологического мониторинга.
В 2002 году избран членом Шведской королевской Академии наук.

## Сотрудничество с русскими коллегами
В 1989 году группа биологов и почвоведов из НИИ биологии и биофизики Томского государственного университета, совместно с нефтяниками Западной Сибири занималась обустройством нефтегазовых месторождений. Также изучали и субарктические болота, находящиеся на территории Ямало-Ненецкого автономного округа. Вскоре к работе томичей присоединился директор Шведской арктической научной станции Абиско доктор Терри Каллаган, который сумел убедить шведскую Королевскую академию наук в необходимости совместного с русскими изучения сибирских болот. К концу 1990-х гг. учёные впервые высказали предположение, что процесс таяния вечной мерзлоты на субарктических болотах активизировался. В силу ряда причин с 1997 работы исследователей были заморожены и возобновлены в полном объёме лишь с августа 2004 года, — во многом благодаря международному европейскому научному проекту INTAS. Учёные ТГУ, совместно с учёными университетов Югры и Екатеринбурга, Новосибирским институтом почвоведения и агрохимии, коллегами из Нидерландов и Финляндии, получили возможность продолжить исследования в полярных районах. В 2010 и 2011 году началась тесная научная кооперация учёных России с научным центром Абиско и с Терри Каллаганом.
3-го ноября 2010 года профессор Каллаган прибыл в Томский государственный университет в рамках научного сотрудничества и прочёл здесь лекцию для местных учёных и представителей общественных организаций.
Летом 2011 года Т. Каллаган возглавил выездную научную конференцию российских и европейских учёных на научной станции Актру на Алтае.
С 3-го по 9-е ноября 2011 года в Томском университете прошла IV Международная научная конференция «Проблемы изучения растительного покрова Сибири», в которой Т. Каллаган принял деятельное участие. В связи с тем, что в рамках трансформации в России высшего образования и введения системы ведущих вузов, Томский государственный университет (ТГУ) получил правительственный статус национального исследовательского и возможность работы с выдающимися учёными мира. С 2012 года Терри Каллаган становится приглашённым учёным этого университета, получает возможность чтения лекций, в том числе на специальных занятиях для учёных и студентов в июне 2012 г. В период 2010—2012 гг. в научных изданиях НИУ ТГУ профессор Каллаган публикует несколько своих статей.
За полгода до этого, в ноябре 2011 г. в городе Новый Уренгой (что расположен у Северного полярного круга), прошёл Ямальский инновационный форум (недоступная ссылка), в котором Терри Каллаган принял деятельное участие. В частности, — содействие созданию на Ямале российской международной арктической станции, кооперированной с сетью научных наблюдений ScanNet ЕС

## Некоторые из трудов
- The Arctic: An Indicator of the Planet’s Health / Tomsk State University Journal of Biology. 2012. № 1 (17). P. 142–147
- Olsen M.S., Callaghan T.V., Reist J.D., Reiersen L.O. et al. The changing arctic cryosphere and likely consequences: an overview // Callaghan T.V., Johansson M., Prowse T.D. (Guest editors). The Changing Arctic Cryosphere and likely Consequences. Ambio[англ.]  40. In press.
- Anisimov O.A., Vaughan D.G., Callaghan T.V. et al. Polar regions (Arctic and Antarctic) // Climate Change 2007: Impacts, Adaptation and Vulnerability. Contribution of Working Group II to the Fourth Assessment Report of the Intergovernmental Panel on Climate Change / Eds. by M.L. Parry, O.F. Canziani, J.P. Palutikof, C.E. Hanson, P.J. van der Linden. Cambridge : Cambridge University Press, 2007. P. 655–685.
- Callaghan T.V., Johansson M., Prowse T.D. Arctic Cryosphere – Changes and Effects (SWIPA). Ambio[англ.]  40. In press
- Callaghan T.V., Tweedie C.E. (eds) Multi-Decadal Changes in Tundra Environments and Eco¬systems // The International Polar Year Back to the Future Project. 2011. Ambio[англ.]  40(6). Р. 555–716.
- Chapin F.S., Berman M., Callaghan T.V. et al. (with contributions from T.R. Christensen, A. Godduhn, E.J. Murphy, D. Wall, C. Zöckler) Polar ecosystems // R. Hassan, R. Scholes and N. Ash (eds). Ecosystems and human well-being: current state and trends. Washington : Island Press, 2005. Vol. 1. P. 719–743.
- Terry V. Callaghan, Lars Olof Björn, Yuri Chernov, Terry Chapin, Torben R. Christensen, Brian Huntley, Rolf A. Ims, Margareta Johansson, Dyanna Jolly, Sven Jonasson, Nadya Matveyeva, Nicolai Panikov, Walter Oechel, Gus Shaver, Sibyll Schaphoff, Stephen Sitch and Christoph Zöckler. Synthesis of Effects in Four Arctic Subregions // Climate Change and UV-B Impacts on Arctic Tundra and Polar Desert Ecosystems. (See in Internet: http://lup.lub.lu.se/luur/download?func=downloadFile&recordOId=132566&fileOId=624320 Архивная копия от 4 марта 2016 на Wayback Machine )
- Callaghan, T.V., Björn, L.O., Chernov, Y., Chapin, III.F.S., Christensen, T.R., Huntley, B., Ims, R.A., Johansson, M., Jolly, D., Jonasson, S., Matveyeva, N., Panikov, N., Oechel, W.C. and Shaver, G.R. 2004. Rationale, concepts and approach to the assessment. Ambio[англ.]  33, 393-397.
- Callaghan, T.V., Björn, L.O., Chernov, Y., Chapin, III.F.S., Christensen, T.R., Huntley, B., Ims, R.A., Jolly, D., Johansson, M., Jonasson, S., Matveyeva, N., Panikov, N., Oechel, W.C. and Shaver, G.R. 2004. Past changes in arctic terrestrial ecosystems, climate and UV-B radiation. Ambio[англ.]   33, 398-403.
- Callaghan, T.V., Björn, L.O., Chernov, Yu., Chapin, III.F.S., Christensen, T.R., Huntley, B., Ims, R.A., Jolly, D., Johansson, M., Jonasson, S., Matveyeva, N., Panikov, N., Oechel, W.C., Shaver, G.R., Elster, J., Henttonen, H., Laine, K., Taulavuori, K., Taulavuori, E. and Zöckler, C. 2004. Biodiversity, distributions and adaptations of Arctic species in the context of environmental change. Ambio[англ.]   33, 404-417.
- Callaghan, T.V., Björn, L.O., Chernov, Y., Chapin, III.F.S., Christensen, T.R., Huntley, B., Ims, R.A., Jolly, D., Johansson, M., Jonasson, S., Matveyeva, N., Panikov, N., Oechel, W.C., Shaver, G.R., Elster, J., Jonsdottir, I.S., Laine, K., Taulavuori, K., Taulavuori, E. and Zöckler, C. 2004. Responses to projected changes in climate and UV-B at the species level. Ambio[англ.]   33, 418-435.
- Callaghan, T.V., Björn, L.O., Chernov, Y., Chapin, III.F.S., Christensen, T.R., Huntley, B., Ims, R.A., Johansson, M., Jolly, D., Jonasson, S., Matveyeva, N., Panikov, N., Oechel, W.C., Shaver, G.R. and Henttonen, H. 2004. Effects on the structure of Arctic ecosystems in the short- and long-term. Ambio[англ.]   33, 436-447.
- Callaghan, T.V., Björn, L.O., Chernov, Y., Chapin, III.F.S., Christensen, T.R., Huntley, B., Ims, R.A., Jolly, D., Johansson, M., Jonasson, S., Matveyeva, N., Panikov, N., Oechel, W.C. and Shaver, G.R. 2004. Effects on the function of Arctic ecosystems in the short- and long-term. Ambio[англ.]   33, 448-458.
- Callaghan, T.V., Björn, L.O., Chernov, Y., Chapin, III.F.S., Christensen, T.R., Huntley, B., Ims, R.A., Jolly, D., Johansson, M., Jonasson, S., Matveyeva, N., Panikov, N., Oechel, W.C., Shaver, G.R., Schaphoff, S. and Sitch, S. 2004. Effects on landscape and regional processes and feedbacks to the climate system. Ambio[англ.]   33, 459-468.
- Callaghan, T.V., Björn, L.O., Chernov, Y., Chapin, III.F.S., Christensen, T.R., Huntley, B., Ims, R.A., Johansson, M., Jolly, D., Jonasson, S., Matveyeva, N., Panikov, N., Oechel, W.C., Shaver, G.R. Elster, J., Henttonen, H., Jonsdottir, I. S., Laine, K., Schaphoff, S., Sitch, S., Taulavuori, K., Taulavuori, E. and Zöckler, C. 2004 . Uncertainties and recommendations. Ambio[англ.]  33, 474-479.